# Ranitomeya summersi
Ranitomeya summersi es una especie de anfibio anuro de la familia Dendrobatidae.

## Distribución geográfica
Esta especie es endémica de la región de San Martín del Perú. Habita a 684 m sobre el nivel del mar en el cañón del rio Huallaga.

## Descripción
Ranitomeya summersi mide hasta 20.4 mm

## Etimología
Esta especie lleva el nombre en honor al herpetólogo Kyle Summers.

## Publicación original
- Brown, Twomey, Pepper & Sanchez-Rodríguez, 2008 : Revision of the Ranitomeya fantastica species complex with description of two new species from Central Peru (Anura: Dendrobatidae). Zootaxa, n.º 1832, p. 1-24[5]